# Mount Barney
Der Mount Barney liegt nahe an der Grenze zu New South Wales im Südosten von Queensland, etwa 130 Kilometer von Brisbane entfernt in der McPherson Range in Australien.
Er ist der vierthöchste Berg in Queensland. Der durch vulkanische Prozesse entstandene Berg zählt zu den Focal Peaks und hat zwei Hauptgipfel, den Ost- und den höheren Westgipfel.

## Geologie
Der 1359 Meter hohe Mount Barney besteht aus Granophyr, einem granitähnlichen Gestein, das durch einen aufliegenden 350 Millionen Jahre alten Sandstein drang und einen Berg mit einer Höhe von 2000 Meter schuf. Der aus dem Karbon stammende Sandstein erodierte, während der 23 Millionen Jahre alte Granophyr widerstand. In dem Entstehungsprozess entstanden auch die nahe liegenden Berge Mount May, Mount Maroon, Mount Lindesay und Mount Ernest als glühende Lava austrat und zu Rhyolith erstarrte.

## Geschichte
Der Mount Barney hat in der Traumzeit der lokalen Aborigines große Bedeutung, da diese von einem Mord handelt, der in Beziehung zum Berg steht. Deshalb ist vielen von ihnen der Zutritt zum Berg verwehrt.
Der erste Europäer, der im Januar 1828 den Ostgipfel des Berges bestieg, war Patrick Logan, nach dem die Logans Ridge benannt ist. Für seine Expeditionsmitglieder Charles Frazer und Allan Cunningham war der Anstieg zu beschwerlich. Nach dieser Expedition begann in den 1840er Jahren die Besiedlung dieses Berglandes durch britische Kolonisten. Nach Berichten begannen in den 1860er Jahren erste Besteigungen des Berges und Wanderungen von Erholungssuchenden. Der höhere und schwieriger zu besteigenden Westgipfels wurde ab den frühen 1930er Jahren erklommen.
1947 wurde das Gebiet um den Mount Barney unter Naturschutz gestellt und 1984 Bestandteil der Gondwana-Regenwälder Australiens als Mount-Barney-Nationalpark.
Des Weiteren gibt es um den Mount Barney Wanderwege und Campingmöglichkeiten für Touristen.